# لوکوپئونیدین
لوکوپئونیدین (به انگلیسی: Leucopeonidin) با فرمول شیمیایی C۱۶H۱۸O۷ یک ترکیب شیمیایی است. که جرم مولی آن ۳۲۲٫۳۰ g/mol می‌باشد. 